# Temporada 1971-72 de los Seattle SuperSonics
La temporada 1971-72 fue la quinta de los Seattle SuperSonics en la NBA. La temporada regular acabó con 47 victorias y 35 derrotas, ocupando el sexto puesto de la conferencia Oeste, no logrando clasificarse para los playoffs.

## Elecciones en elDraft
| Ronda | Puesto | Jugador        | Posición  | Nacionalidad   | Universidad      |
| ----- | ------ | -------------- | --------- | -------------- | ---------------- |
| 1     | 6      | Fred Brown     | Escolta   | Estados Unidos | Iowa             |
| 2     | 23     | Jim McDaniels  | Ala-Pívot | Estados Unidos | Western Kentucky |
| 8     | 125    | Charlie Lowery | Base      | Estados Unidos | Puget Sound*     |

## Temporada regular
| División Pacífico       | División Pacífico | División Pacífico | División Pacífico | División Pacífico | División Pacífico | División Pacífico | División Pacífico | División Pacífico |
| Equipo                  | G                 | P                 | %                 | PD                | Casa              | Fuera             | Neutral           | Div               |
| ----------------------- | ----------------- | ----------------- | ----------------- | ----------------- | ----------------- | ----------------- | ----------------- | ----------------- |
| y-Los Angeles Lakers    | 69                | 13                | .841              | –                 | 36–5              | 31–7              | 2–1               | 21–3              |
| x-Golden State Warriors | 51                | 31                | .622              | 18                | 27–8              | 21–20             | 3–3               | 14–10             |
| Seattle SuperSonics     | 47                | 35                | .573              | 22                | 28–12             | 18–22             | 1–1               | 12–12             |
| Houston Rockets         | 34                | 48                | .415              | 35                | 15–20             | 14–23             | 5–5               | 9–15              |
| Portland Trail Blazers  | 18                | 64                | .220              | 51                | 14–26             | 4–35              | 0–3               | 4–20              |

## Estadísticas
| Rk | Jugador         | Edad | P  | PT | MP   | TC  | TCI  | %TC  | TL  | TLI | %TL  | RB   | AS  | FP  | PTS  |
| -- | --------------- | ---- | -- | -- | ---- | --- | ---- | ---- | --- | --- | ---- | ---- | --- | --- | ---- |
| 1  | Spencer Haywood | 22   | 73 |    | 43.4 | 9.8 | 21.3 | .461 | 6.6 | 8.0 | .819 | 12.7 | 2.0 | 2.8 | 26.2 |
| 2  | Lenny Wilkens   | 34   | 80 |    | 37.4 | 6.0 | 12.8 | .466 | 6.0 | 7.8 | .774 | 4.2  | 9.6 | 2.6 | 18.0 |
| 3  | Dick Snyder     | 27   | 73 |    | 34.7 | 6.8 | 12.8 | .529 | 3.0 | 3.5 | .842 | 3.1  | 3.9 | 2.7 | 16.6 |
| 4  | Don Smith       | 25   | 58 |    | 30.7 | 5.6 | 12.9 | .429 | 2.7 | 3.7 | .720 | 11.3 | 2.1 | 3.1 | 13.8 |
| 5  | Gar Heard       | 23   | 58 |    | 25.8 | 3.3 | 8.2  | .401 | 1.4 | 2.2 | .617 | 7.6  | 0.9 | 2.2 | 7.9  |
| 6  | Don Kojis       | 33   | 73 |    | 25.4 | 4.4 | 9.4  | .469 | 2.6 | 3.2 | .793 | 4.6  | 1.1 | 2.3 | 11.4 |
| 7  | Lee Winfield    | 24   | 81 |    | 25.2 | 4.2 | 8.5  | .496 | 2.2 | 3.2 | .668 | 2.7  | 3.6 | 2.4 | 10.6 |
| 8  | Jim McDaniels   | 23   | 12 |    | 19.6 | 4.3 | 10.3 | .415 | 0.9 | 1.5 | .611 | 6.8  | 0.8 | 2.2 | 9.4  |
| 9  | Pete Cross      | 23   | 74 |    | 19.2 | 2.1 | 4.8  | .428 | 1.4 | 1.9 | .736 | 6.9  | 0.9 | 1.8 | 5.5  |
| 10 | Barry Clemens   | 28   | 82 |    | 17.6 | 3.1 | 5.9  | .521 | 0.9 | 1.1 | .844 | 3.5  | 0.8 | 2.4 | 7.1  |
| 11 | Bob Rule        | 27   | 16 |    | 15.2 | 2.8 | 7.8  | .363 | 1.4 | 2.7 | .535 | 3.4  | 0.4 | 1.7 | 7.1  |
| 12 | Fred Brown      | 23   | 33 |    | 10.9 | 1.8 | 5.5  | .328 | 0.7 | 0.9 | .759 | 1.1  | 1.8 | 1.3 | 4.2  |
| 13 | Jake Ford       | 26   | 26 |    | 7.0  | 1.3 | 2.5  | .500 | 1.0 | 1.3 | .788 | 0.4  | 1.0 | 0.8 | 3.5  |

## Galardones y récords
| Jugador         | Galardón                          |
| Spencer Haywood | Mejor quinteto de la NBA All-Star |